# حمادی عمر
حمادی عمر (به عربی: حمادی عمر) یک روستا در سوریه است که در ناحیه عقیربات واقع شده‌است. حمادی عمر ۲٬۰۵۶ نفر جمعیت دارد.